# Heugueville-sur-Sienne
Heugueville-sur-Sienne – miejscowość i gmina we Francji, w regionie Normandia, w departamencie Manche.
Według danych na rok 1990 gminę zamieszkiwało 476 osób, a gęstość zaludnienia wynosiła 81 osób/km² (wśród 1815 gmin Dolnej Normandii Heugueville-sur-Sienne plasuje się na 459. miejscu pod względem liczby ludności, natomiast pod względem powierzchni na miejscu 809.).